# Ferdinand Fredrik av Anhalt-Köthen
Ferdinand Fredrik av Anhalt-Köthen (tyska Ferdinand Friedrich), född 1769, död 1830, var hertig av Anhalt-Köthen.
Ferdinand Fredrik var son till furst Fredrik Erdmann av Anhalt-Pless, gick 1786 i preussisk krigstjänst och deltog i fälttågen mot Frankrike 1792–1795. Efter sin faders död 1797 tillträdde han det lilla furstendömet Pless i nuvarande Pszczyna. Efter slaget vid Jena 1806 slog han sig med sitt regemente igenom de fientliga linjerna, men blev kort därpå vid ett försök att undsätta Breslau trängd inåt Böhmen och avväpnades av österrikarna. Under 1813 års krig var han befälhavare för den schlesiska landstormen.
Efter sin kusin Ludvig August av Anhalt-Köthens död 1818 blev han hertig av Anhalt-Köthen och överlät då Pless åt sin bror Henrik. 1825 övergick han tillsammans med sin gemål grevinnan Julie av Brandenburg (Fredrik Vilhelm II av Preussen:s dotter med grevinnan Dönhoff) till katolska kyrkan, inkallade jesuiterna i Köthen och uppväckte därigenom mycket missnöje bland sina undersåtar.